# Iterbij
Iterbij je kemični element s simbolom Yb in atomskim številom 70. Je štirinajsti in predzadnji element v lantanidni seriji, ki je osnova za relativno stabilnost njegovega +2 oksidacijskega stanja . Vendar je tako kot drugi lantanidi tudi njegovo najpogostejše oksidacijsko stanje +3, tako  v oksidu, kot v halogenidih in drugih spojinah. V vodni raztopini, tako kot spojine drugih poznih lantanidov, topne spojine iterbija tvorijo komplekse z devetimi molekulami vode. Zaradi svoje elektronske konfiguracije z zaprto lupino se njegova gostota, tališče in vrelišče bistveno razlikujejo od večine drugih lantanidov.
Leta 1878 je švicarski kemik Jean Charles Galissard de Marignac iz redke zemlje "erbija " ločil še eno samostojno komponento, ki jo je imenoval "ytterbia" po vasi Ytterby na Švedskem, blizu katere je našel novo sestavino erbija . Sumil je, da je ytterbia spojina novega elementa, ki ga je poimenoval "iterbij" (skupno so po tej vasi poimenovali še tri druge elemente, itrij, terbij in erbij . Leta 1907 so iz ytterbie izločili nov mineral, ki so ga imenovali "lutecia" in iz njega kasneje  separirali element "lutecij" (Georges Urbain, Carl Auer von Welsbach in Charles James). Po nekaj razpravah se je Marignacovo ime "iterbij" ohranilo. Sorazmerno čisti vzorec kovine so pridobili šele leta 1953. Trenutno se iterbij uporablja predvsem kot dodatek nerjavečega jekla ali kot aktiven laserski medij, manj pogosto kot vir gama žarkov.
Naravni iterbij je mešanica sedmih stabilnih izotopov, ki so skupaj prisotni v koncentracijah 0,3 dnm. Element pridobivajo na Kitajskem, v ZDA, Braziliji in Indiji iz mineralov monacita, euksenita in ksenotima . Koncentracija iterbija je nizka, ker jo najdemo le med številnimi drugimi redkimi zermljami ; poleg tega je med najmanj bogatimi. Ko je iterbij enkrat ekstrahiran in prepariran , je nekoliko nevaren, ker draži oči in kože. Kovina je nevarna za požar in eksplozijo.